# 蟲神器
蟲神器（むしじんぎ）は、昆虫をテーマとしたトレーディングカードゲーム（TCG）。
開発元は株式会社大創出版で、全国のダイソー（DAISO）で販売されている。
2022年11月7日にスターターセットとブースターパックが発売され、2023年6月18日にはブースターパックの第2弾が発売された。
その後も、2023年11月24日に第3弾「命脈の供物」が発売され、2024年7月11日に第4弾「無垢の黎明」が発売された。2024年12月15日に第5弾「覚醒の真価」が発売された。2025年7月31日に第6弾「魂の螺旋」が発売された。

## 遊び方

### ゲームの準備
- 対戦は2名のプレイヤーによって1対1で行われる。
- 各プレイヤーは20枚のカードでデッキを構築する。
- 同じ名前のカードは2枚まで入れられる。
- 山札をシャッフルして場に置き、そこから裏向きのままで6枚のカードを場に置き、縄張りとする。
- 山札からカードを4枚引き、初期手札とする。
- ジャンケンやサイコロで先攻・後攻を決める。

### 勝利条件
- 相手の縄張りを0にした状態で相手本体を攻撃する。
- 相手が降伏する。
- どちらかがドローの際に山札がなく、カードを引けなくなったら、その時点で縄張りの数が多い方の勝利。縄張りの数がお互いに同じ時は引き分けとなる。

### カードの種類
| 分類       | 説明 |
| ---------- | --- |
| 虫カード   | カード左上に書かれたコストを支払い、場に出すことができる 場に出した場合、技を使って相手の虫または相手プレイヤーに直接攻撃することができる 技が２つ書かれている場合は、どちらの技を使うか選ぶことができる 相手の虫に攻撃した場合、体力にダメージを与える 攻撃された虫は、1ターンの間に体力を超えるダメージを受けた場合、破壊され捨て札に置かれる 赤の虫は緑に、青の虫は赤に、緑の虫は青に2倍のダメージを与える ＜＞で書かれている技は、場に出た時や場に出ている間に効果を発揮する |
| 強化カード | カード左上に書かれたコストを支払い、自分の虫に重ねて場に出すことができる 強化カードがついた虫は、強化カードが破壊されない限りその効果を受け続ける 強化カードがついた虫が破壊されたり手札に戻ると、その強化カードは捨て札に置かれる |
| 術カード   | カード左上に書かれたコストを支払い、効果を使うことができる 効果を発揮し終わると、すぐに捨て札に置かれる 術カードの効果により虫が破壊されたとしても、虫を破壊されたプレイヤーは縄張りを引かない |

### ターンの進行
| フェイズ名     | 説明 |
| -------------- | --- |
| ドローフェイズ | 自分の山札の上からカードを1枚引き手札に加える。 （先攻1ターン目はスキップする） |
| セットフェイズ | 自分の手札から好きなカードを1枚選び、表向きでエサ場に出せる。 エサをセットできる枚数は毎ターン1枚だけ。 エサにしたカードは効果を失う。 |
| メインフェイズ | 自分のエサ場に出ているエサと同数のコストを得る。 以下の行動を好きな順番で、好きな回数行う。 ・コストを使い、手札から虫カードを場に出す ・コストを使い、手札から術/強化カードを使用する ・自分の場に出ている虫の技を選び、相手の虫を選んで攻撃する ※攻撃は毎ターン1つの虫ごとに1回のみ ※相手の場に虫がいない場合は、相手本体に攻撃を行う |
| エンドフェイズ | 「ターンエンド」を宣告して相手ターンに移行する。 場に出ている相手の虫の体力は全て無傷の状態に回復する。 ※カードの効果により回復しない場合あり |

## カードリスト
| 発売日         | 商品名                             |
| -------------- | ---------------------------------- |
| 2022年11月7日  | 蟲神器 スターターセット            |
| 2022年11月7日  | 蟲神器 ブースターパック            |
| 2023年6月18日  | 蟲神器 ブースターパック2           |
| 2023年11月24日 | 蟲神器 ブースターパック 命脈の供物 |
| 2024年7月11日  | 蟲神器 ブースターパック 無垢の黎明 |

## 開発

### 背景
大創産業の子会社である大創出版の社長（当時）・西田大は社員とともに遊んだ人狼ゲームがきっかけでアナログゲームに興味を持つようになった。折しもボードゲームカフェができるなど市場が成長していたことに加え、事業の多角化が見込めると考えた西田はアナログゲーム事業への参入を決めた。ダイソー発のアナログゲームとして話題となり、ある程度の成功を収めてきた一方、トレーディングカードゲームはなかなか開発が進まなかった。もともとこの市場は一部作品の市場占有率が高く、クリエーターに相談してもコスト面などから辞退されるケースが多かった。それでも西田は「ゲームマーケット」でのスカウト活動を続け、当時無名だったカードゲームデザイナーのNIZAと出会う。

### 企画

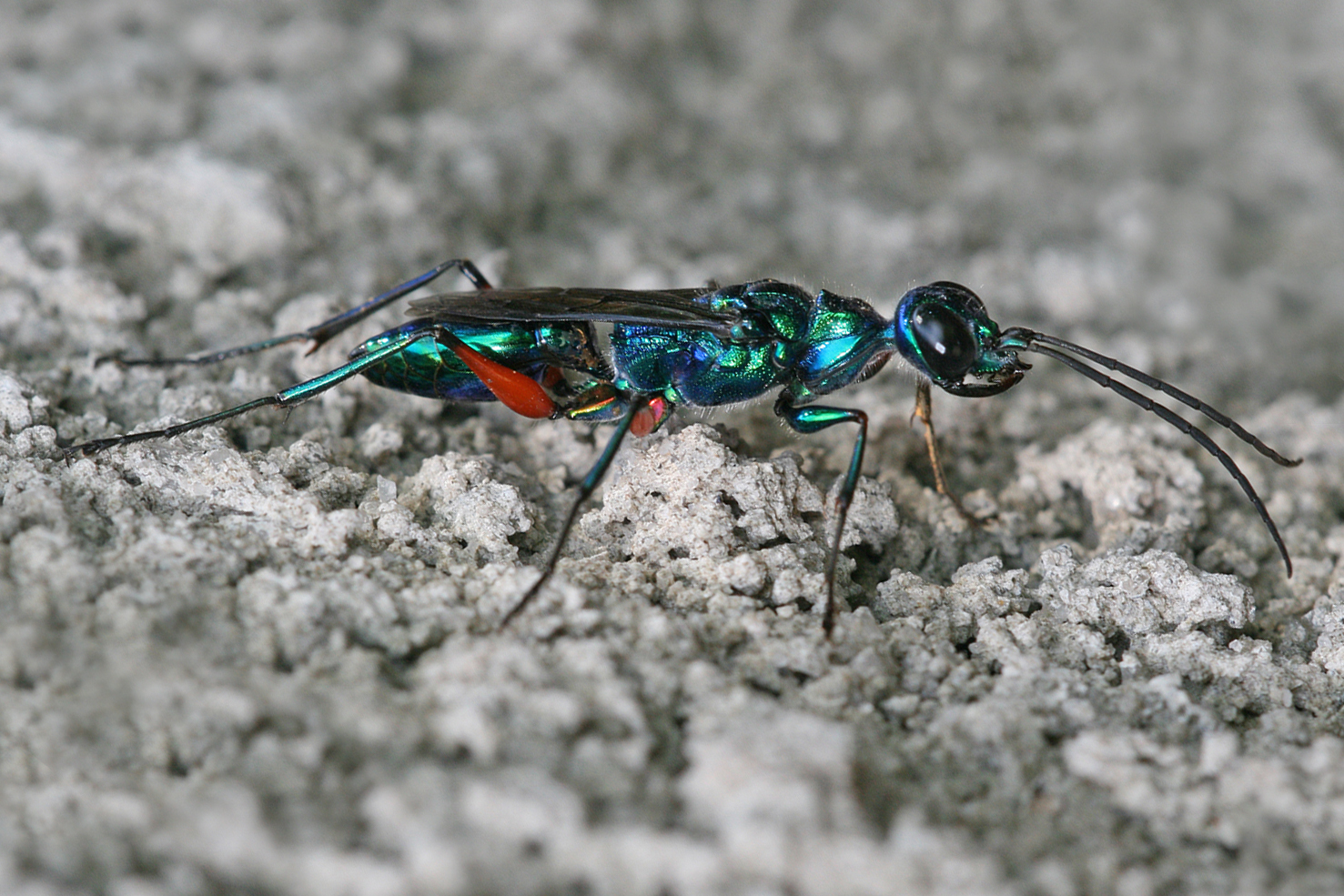
モチーフとなった昆虫のエメラルドゴキブリバチ

スカウトを受けたNIZAはすぐさま西田へ企画書を送り、それからすぐに大創出版へ呼び出された。
まず、NIZAが定番であるダークファンタジーのカードゲームを提案したところ、西田から「すでに多くのファンを抱えている実在するものをテーマにした方が良いのではないか？」と返ってくる。これを受け、NIZAはリサーチを重ね、虫をテーマにしたトレーディングカードゲームがほとんどないことに気づき、かつて一世を風靡したデジタルトレーディングカードゲーム『甲虫王者ムシキング』を念頭にサンプルを制作した。
1か月後、NIZAが西田にサンプルを提出したところ、危険生物の方がインパクトがあるのではないかと提言されたが、NIZAの熱意によって昆虫をテーマにすることが決まった。また、学べる要素を組み込める点としては両者の間で一致した。
100円ショップの最大手であるダイソーで売る以上、一般客に受け入れられる必要があった。スタッフィングには苦労したと西田は述懐しており、スカウトしたイラストレーターの作風がばらばらだったことに加え、あまりにもリアルすぎてしまうとプレイヤーが引いてしまうため、クリーチャー風にしてほしいという指示を出した。

### ルール設計
虫の食性による属性設定を基にした三すくみを導入するなど、誰でも遊びやすいシンプルなルール設計がなされた。また、プレイヤーがプレイスタイルの参考にしやすくするため、各属性にキャラクターが設定された。

### 価格設定
税抜100円での販売価格を実現するのは容易なことではなかった。
大創出版と取引のあったトランプの製造工場が1セット（52枚）100円で販売できる技術を有していることに気づいた西田は、そこに掛け合い、1セット50枚入りのスターターデッキを実現させた。

## 広報・販売
大きな反響があったものの、ダイソーのみでの取り扱いである以上、カードショップなどによる大会の開催は困難だったため、公認サポーター制度が設けられ、2023年時点で150人のユーザーが認定された。

## 反響
2022年の11月に第1弾を発売したところ、すぐに在庫がなくなるほどの売れ行きとなった。

## 関連書籍
2024年7月8日にKADOKAWAから初の公式ガイドブック『蟲神器 公式パーフェクトガイド』（ISBN 978-4-04-897770-8）が発売された。
小説『蟲神器 オリジナルノベル 大逆転!カードバトル』（原案・トレーディングカードゲーム：蟲神器、著：土橋真二郎、絵：トリル）が集英社みらい文庫から2024年7月19日に発売。ISBN 978-4-08-321860-6。

## コンピュータゲーム
『蟲神器 めざせ!最強の蟲主』のタイトルで、2025年秋に日本コロムビアよりNintendo Switch用ゲームソフトとして発売予定。ストーリーモードを実装。原作のルールに則ったバトルシステムで、コンピュータ対戦のほか、ローカル通信やオンライン通信での対人戦も可能。